# Oi Deus
Oi Deus é uma canção da dupla sertaneja Hugo & Guilherme, de autoria de Rodolfo Alessi, Felipe Arná, Renato Campero e Normani Pelegrini, que foi lançada como primeiro single do álbum Próximo Passo, em 29 de outubro de 2021.
“Sem dúvidas, nós estamos vivendo a melhor fase da nossa carreira. ‘Oi Deus’ é só o primeiro lançamento de um projeto completamente novo e diferente do que os nossos fãs estão acostumados a ver”, conta Hugo.
O primeiro verso da canção começa com uma frase muito repetida na internet como um "meme" para representar alguém que cometeu um erro: "Oi Deus, sou eu de novo" e o personagem da letra demonstra um arrependimento de não dar valor a sua amada que foi embora.
Alguns fãs da dupla especularam que a letra de Oi Deus é uma continuação de Caçando o Cara, do álbum No Pelo em Campo Grande, de 2018.
Em 2023, a música foi regravada por Edson & Hudson em parceria com os próprios Hugo & Guilherme no álbum ao vivo Foi Deus, gravado em São Paulo.